# Xanthoparmelia lobulatella
Xanthoparmelia lobulatella är en lavart som beskrevs av T. H. Nash & Elix. Xanthoparmelia lobulatella ingår i släktet Xanthoparmelia och familjen Parmeliaceae.   Inga underarter finns listade i Catalogue of Life.